# Mouvement patriotique du salut
Le Mouvement patriotique du salut (arabe : الحركة الوطنية للإنقاذ (alharakat alwataniat lil'iinqadh)), abrégé en MPS, est un parti politique tchadien, fondé en 1990 par Idriss Déby.

## Histoire
Fondé le 11 mars 1990 par Idriss Déby Itno,, le MPS est dans un premier temps un mouvement politico-militaire clandestin alors que le Tchad, dirigé par Hissène Habré, traverse une période de monopartisme dominé par le Mouvement national pour la Révolution culturelle et sociale (MNRCS), parti unique qui a remplacé le Parti progressiste tchadien (PPT) dissout en 1973.
En 1990, Déby renverse Hissène Habré et devient président de la République. Le MPS se transforme alors en parti politique. Il fait son entrée au gouvernement de Jean Alingué Bawoyeu, nommé Premier ministre alors que ce poste était resté vacant pendant 14 ans sous Hissène Habré.
En avril 2021, Idriss Déby, fondateur du parti et président du Tchad, meurt.
Le 12 juin 2021, le secrétaire général du MPS Mahamat Zen Bada Abbas est remplacé par Haroun Kabadi.
Le MPS est traditionnellement allié électoralement à une centaine de partis locaux, mais en juin 2021, une soixantaine de ces partis semblent prendre de la distance avec le MPS.
En janvier 2024, lors d'un congrès extraordinaire du MPS, Mahamat Idriss Déby est nommé, par acclamation, candidat du parti pour la prochaine élection présidentielle (qui devrait se tenir avant octobre 2024). Le MPS qui avait perdu son statut de parti du pouvoir après la mort d'Idriss Déby et le coup d'État de son fils, cherche ainsi à se replacer au cœur du pouvoir tchadien. De son côté, Mahamat Idriss Déby, qui n'a pas donné son approbation à cette désignation, n'a pas de parti politique avec lequel mener campagne pour les prochaines élections législatives. Le secrétaire général du parti Haroun Kabadi est remplacé « pour raisons de santé » par Mahamat Zen Bada Abbas.
Le 25 janvier 2025, Mahamat Idriss Deby convoque un congrès extraordinaire du MPS pour le 29 janvier 2025. Lors de ce congrès, Mahamat Idriss Déby est désigné président national du MPS et Aziz Mahamat Saleh remplace Mahamat Zen Bada Abbas au poste de secrétaire général.

## Idéologie
Le MPS est un parti politique ayant pour but de lutter contre le régime exclusif d'Hissène Habré, et de promouvoir la démocratisation du pouvoir politique tchadien par la mise en place du multipartisme. Le MPS trouve son origine dans le courant de pensée du socialisme. Certains observateurs considèrent cependant que le MPS n'a pas d'idéologie propre mais qu'il sert uniquement à accéder aux postes d'influence.

## Identité
La devise du MPS est « Mourir pour le salut », et son emblème prend la forme d’une bande bleue portant au milieu du cercle jaune où se croisent une houe et une arme soutenant un flambeau.

## Représentation
Avec ses principaux partis politiques alliés qui sont réunis par la signature d’un accord multilatéral dans la CMP, la Coordination de la majorité présidentielle, et qui forme la coalition présidentielle nommée « L'Alliance pour la renaissance du Tchad », le MPS domine la vie politique tchadienne.
Le MPS est en effet le premier parti politique tchadien en nombre d’élus : il a obtenu 113 députés sur 175 lors des élections législatives de février 2011.
Lors des élections législatives du 29 décembre 2024, boycottée par une partie de l'opposition, le MPS remporte 124 sièges sur 188,. Aux élections sénatoriales de février 2025, elles aussi boycottées par une partie de l'opposition, le MPS remporte 45 des 46 sièges pourvus par le vote (une partie des sénateurs est choisie par le président).